# パリ空軍基地
座標: 北緯48度50分03秒 東経2度16分43秒 / 北緯48.834265度 東経2.278644度
パリ第117空軍基地（フランス語：Base aérienne 117 Paris）は、フランス共和国イル＝ド＝フランス地域圏パリ15区に所在するフランス空軍の基地。

## 概要
場所はパリメトロ8号線バラール駅の近くであり北側にヴィクトル通り、東側にポルト・ティシー通り、南側にパリ環状道路、西側はポルト＝ド＝セーヴル通りに囲まれた敷地内に所在している。パリ環状道路を西に超えた所にパリ・ヘリポートがある。
基地は「空軍区画」と呼ばれ、国家が管轄する航空宇宙関連の中枢機関が置かれ、空軍参謀本部や航空作戦・防空作戦司令部（CDAOA）が所在している。
基地については大規模な改修を実施中で、軍機構の再編成を踏まえて国防省の他、陸海空三軍参謀本部や共同機関がポルト＝ド＝セーヴル通りを超越する歩道橋で繋げられ両側が一体化する工事が進められており、2014年までに完成する予定。
空軍区画の敷地は8.5ヘクタールの面積を有し、近くにある装備総局海軍構造技術部試験所（船型試験水槽）については新道路網で2つに区切られ、西区画は5ヘクタールで現在役所が置かれている西角は3ヘクタールの敷地面積を有している。両区画の実床面積の合計は30万平方メートルで船型試験水槽は解体され国防省やパリ市内に点在する軍機関が移転する予定。
ニコラ・サルコジ大統領は1978年にパートタイムの兵役に就いており、基地内の清掃を担当していた即応介入群に所属していた。